# Homero Manzi
Pour les articles homonymes, voir Manzi.
Homero Nicolas Manzione Prestera (1907-1951) est un poète, journaliste, homme politique et directeur de cinéma argentin, auteur de nombreux tangos célèbres.

## Biographie

### Jeunesse
Homéro Manzi est né le 1er novembre 1907 à Añatuya dans la province de Santiago del Estero, d'une mère uruguayenne et d'un père argentin. À partir de l'âge de 9 ans, il vit dans quartier de Pompeya à Buenos Aires. Plusieurs de ses œuvres sont imprégnées de ses souvenirs de jeunesse de sa terre natale ou de Pompeya dont le paysage est immortalisé dans des tangos célèbres tels que Barrio de tango et Sur.
À son arrivée à Buenos Aires, Manzi se lie d'amitié avec Catulo Castillo et il écrit son premier tango en 1921, Porque no me besas. Bien que ce tango soit aujourd'hui tombé dans l'oubli, il amène Manzi à faire connaissance avec le bandonéoniste Francisco Caso qui plus tard l'introduira à Anibal Troilo. En 1922 il écrit Viejo Ciego, âgé tout juste de 15 ans.
Très jeune, Homero Manzi adhère à l'Union civique radicale. Il travaille ensuite comme journaliste et professeur de littérature. En 1930, il est emprisonné brièvement sous le gouvernement d'Uriburu et suspendu de ses fonctions en raison de son affiliation à l'Union civique radicale et de son appui au gouvernement déchu de Yrigoyen. C'est à la suite de ces événements qu'il décide de se dédier entièrement aux arts.

### Œuvre
Contrairement aux autres auteurs de son époque, Manzi n'utilise jamais le lunfardo, le langage populaire de l'époque que l'on retrouve généralement dans le tango. Ses textes sont empreints de poésie mais dépourvus d'argot et de figures de style excessives, destinés à être compris et appréciés de tous.
Avec le pianiste Sébastian Piana, Manzi contribue à la régénération de la milonga en y apportant une dimension poétique sans précédent. Il lègue ainsi Milonga del 900, Milonga triste et Milonga sentimental. De sa collaboration avec Anibal Troilo résultent des œuvres monumentales telles que Che bandoneon et Sur. Il contribue aussi à la vague de romantisme qui s'empare du tango dans les années 1940 avec entre autres Fruta amarga, Despues, et Fuimos.
En 1947 Manzi se rapproche du péronisme dans lequel il voit une continuité de Yrigoyen. Il exprime son soutien politique dans Versos de un Payador al General Juan Peron et  Versos de un payador a Eva Peron.

### Décès
En 1948 Homero Manzi est élu président de la Société Argentine des Auteurs Compositeurs (SADAIC). Il contribue à diverses productions cinématographiques et il travaille en collaboration avec Anibal Troilo. Il est cependant atteint du cancer et il meurt le 3 mai 1951 à l'âge de 44 ans.
Aujourd'hui dans le quartier de Boedo, le coin de l'avenue San Juan et Boedo évoqué dans le tango Sur porte son nom. Responso est une œuvre instrumentale d'Anibal Toilo pleurant sa mort.

## Tangos
| - Arrabal Milonga - Así Es El Tango - Ay De Mí - Bandoneón Amigo - Barrio De Tango (1942), Anibal Troilo - Betinotti (1938), Sebastian Piana - Borracho Porque Digo La Verdad - Buenos Aires Colina Chata - Canto De Ausencia - Carnavalera - Che Bandoneon (1950), Anibal Troilo - Cornetín - Dale Dale - Definiciones Para Esperar Mi Muerte - Desde El Alma (valse) - Despues (1937), Hugo Gutierrez - De Ayer A Hoy - De Barro - Discepolín (1950), Anibal Troilo. - El Pescante (1934), Sebastian Piana - El Romantico Fulero - El Último Organito (1948), Acho Manzi - Ensueño (valse) - En Un Ranchito De Alsina - Nobleza De Arrabal - Esquinas Porteñas (valse) - Eufemio Pizarro - Fruta Amarga | - Fueye - Fuimos (1945), Jose Dames - Gato - Gota De Lluvia(valse) - Horizontes - Juan Manuel - La Mariposa Y La Flor Tango Canción - La Pequeña Canción - Llanto - Llorarás, Llorarás (valse) - Malena (1941), Lucio Demare - Mano Blanca (1939), Antonio de Bassi - Mariana Milonga - Mañana Zarpa Un Barco (1942), Lucio Demare - Milonga Del 900 - Milonga De Los Fortines - Milonga De Puente Alsina - Milonga Sentimental (1932), Sebastian Piana - Milonga Triste (1937), Sebastian Piana - Milongón - Mi Taza De Café - Monte Criollo (1935), Francisco Nicolas Pracanico - Muchacho Del Cafetin - Negra María (1942), Lucio Demare - Negro Lindo - Ninguna (1942), Raul Fernandez Siro - Oro Y Plata | - Paisaje (valse) - Papá Baltasar (1942), Sebastian Piana - Pena Mulata Milonga - Por Qué - Ramayón - Recién - Romance De Barrio (valse) - Romántica (valse) - Ronda De Ases - Ropa Blanca - Rosedal - Se Va La Murga - Sur (1948), Anibal Troilo - Tal Vez Será Su Voz (1943), Lucio Demare - Tango (Voz de Tango) (1942), Sebastian Piana - Tapera - Te Lloran Mis Ojos - Torrente - Triste Paica - Tu Pálida Voz - Una Lagrima Tuya (1949), Mariano Mores - Valsecito De Antes (valse) - Veinticuatro De Agosto - Viejo Ciego (1926), Sebastian Piana et Catulo Castillo - Voz De Tango - Yo Soy Del 30 |

## Musique de films
- 1933 : ¡Tango! de Luis Moglia Barth